# Септар Мехмет Якуб
Септар Мехмет Якуб (крим. Septar Mehmet Yakub, рум. Septar Mehmet Iacub; 1904-1991) — румунський, кримськотатарський юрист, філософ, голова татарської громади Румунії та верховний муфтій Румунії, один з прихильників мирного співіснування християн і мусульман Румунії.

## Біографія
Народився в 1904 році в містечку Азаплар (нині комуна Комана жудець Констанца), де проживали безліч кримських татар. Закінчив Бухарестський університет за спеціальністю «право», працював в адвокатській асоціації Констанци. Під час Другої світової війни відмовився емігрувати до Туреччини. Служив з 31 грудня 1947 до кінця 1990 року верховним муфтієм Соціалістичної Республіки Румунії (попередник — Ріфат Мітат, наступник — Ібрагім Аблакім). Якуб перебував під таємним наглядом Секурітате під час операції «Султан» за підозрою в антирадянських висловлюваннях і спробі створення антикомуністичного «Всесвітньої мусульманської організації світу» в 1950 році.
При Ніколає Чаушеску він обирався у Велике національне зібрання Румунії. Друзями Мехмеда Якуба були патріархи Румунської православної церкви Юстиніан і Феоктист, а також верховний рабин Румунії Мосес Розен. Якуб був одним з найважливіших представників Румунії на міжнародній арені: саме він вважався де-факто послом Румунії в арабських і мусульманських країнах. Підтримував мирне співіснування християн і мусульман у світі, закликав до мирного вирішення арабо-ізраїльського конфлікту. У 1990 році редакція журналу «Renkler» в Бухаресті на чолі з Тахсіном Гемілем спробувала створити татарський рух на основі культурної і мовної спільності. Мехмет Якуб розкритикував цю ідею і створив аналогічний рух «Єдність у розмаїтті» (крим. Tek niyet, mútenevviyet).
Його дружиною була жінка по імені Зейнеб, у шлюбі народилася дочка Саадет. Якуб помер в 1991 році в Констанці і був похований зі своєю дружиною на Центральному мусульманському кладовищі Констанци.